# عبد الرشيد إبراهيم
عبد الرشيد إبراهيم أفندي؛ (بالتتارية: Габдрәшит Ибраһимов) داعية قرمي قازاني تتري عاش في روسيا القيصرية التي استولت قديماً على بلادهم وولد سنة 1273 هـ الموافق عام 1857 م ببلدة تارا في سيبيريا وطلب العلم على مشايخ في بلاده، ولما بلغ من العمر اثنتي عشرة سنة ذهب إلى الحرمين ليمكث في الأراضي الحجازية عشرين سنة، وليعلن برحلته تلك ابتداء سلسلة من الرحلات الطويلة على مدار تسعين سنة تقريباً. كتبت سيرته في جزأين نشرا في تركيا قديماً بعنوان «عالم إسلام»، وقام الأستاذ صالح السامرائي فاعتنى بها وهي في طريقها للخروج إلى القراء بحلة عربية.
مكث عبد الرشيد إبراهيم في الحجاز عشرين سنة ينهل من العلوم ثم عاد إلى روسيا ليدعو إلى الله وترامت أخباره إلى أسماع المسلمين فتوافدوا إليه واجتمعوا عليه فضيقت عليه السلطات الروسية القيصرية آنذاك فهرب إلى تركيا. ولما هزمت اليابان القياصرة الروس وخفت حدة ظلمهم وانكسرت شوكتهم عاد إلى بلاده ونشر رسائل تدعو إلى الله وتلقفها الناس وقبلوها.
لكن الأحداث المتتالية في روسيا أوحت إليه بالارتحال فشد رحاله عازماً الذهاب في رحلة طويلة إلى اليابان ماراً بمنشوريا ومنغوليا والصين، وكوريا، ثم اليابان ثم الملايو ولم يكن آنذاك قد حصل التقسيم السياسي لها إلى عدة دول ماليزيا وإندونيسيا وبروناي وسنغافورة ثم الهند ثم مر بجزيرة العرب وحج وارتحل من هناك إلى بلاد الشام بالقطار العثماني الذي كان قد افتتح في هذا الوقت ثم سار إلى بيروت وارتحل منها إلى إسطنبول وكان ذلك سنة 1324 هـ الموافق عام 1907م.
استقر إبراهيم أفندي في للجمهورية التركية الحديثة، التي حلت محل الإمبراطورية العثمانية بعد الحرب العالمية الأولى، حيث عاش حياةً منعزلة، قبل عودته مجدداً إلى اليابان ليتوفى بها عام 1944م.

## النشأة والتعليم
ولد عبد الرشيد أفندي عام 1857 في مدينة تارا التابعة لأوبلاست أومسك في منطقة سيبيريا الروسية لعائلةٍ تركيةٍ من التتار، وقد بدأ إبراهيم يتلقّى التعليم في مدرسةٍ دينية إسلامية عندما بلغ سن السابعة، لكنّ القدر لم يمهله ففقد والدته ووالده وهو في سنّ 14-15 عاماً، ما أدى إلى نشوئه وترعرعه في إحدى دور الأيتام. أصبح عبد الرشيد إبراهيم إماماً في محافظة «أقمولا» بتركستان الغربية عام 1879 (حيث تقع اليوم العاصمة الكازاخية نور سلطان). وما لبث أن جاء إلى إسطنبول خلال رحلته إلى المدينة المنورة بمساعدة قروي ثري أراد له أن يواصل تعليمه في الأراضي الإسلامية المقدّسة.
وصل عبد الرشيد إلى المدينة المنورة عام 1880، وتلقَّى فيها تعليماً في العلوم الإسلامية لمدة أربع سنوات. وعاد إلى مسقط رأسه عام 1885، بعد أن التقَى في إسطنبول مع العديد من الأعلام الفكرية في ذلك العصر، مثل أحمد وفيق باشا، ومعلم ناجي، وإسماعيل حقي الإزميري، وفي نفس العام، تزوَّج إبراهيم في مسقط رأسه ثمّ غادر بعدها إلى إسطنبول مرَّة أخرى والتقى في تلك المرة مع وزير المعارف (التربية والتعليم) في الدولة العثمانية وقتها، منيف باشا. ومع اندماجه في إسطنبول ونخبتها الثقافية والدينية كان عبد الرشيد يواظب على نشر سلسلة مقالات في صحيفة «عمران» التي كانت تصدر في إسطنبول بعنوان «مستقبل المسلمين في روسيا»، ونجح في جذب العديد من الطلاب إلى إسطنبول، من خلال مدرسة افتتحها في مسقط رأسه.

## دعوة المسلمين إلى الهجرة منروسيا القيصريةإلى الدولة العثمانية
في عام 1891 نجح إبراهيم في اختبارات اللغة الروسية قبل أن يتمّ تعيينه من قبل «جمعية أورينبورغ الإسلامية» قاضياً شرعياً عام 1892، ثم رئيساً للمحكمة الشرعية في مدينة أورينبورغ الروسية، التي كان معظم سكانها من المسلمين التتار. وخلال 8 أشهر قضاها في منصبه، أسس إبراهيم العديد من جمعيات دعم الفقراء ودور الأيتام، قبل أن يسافر إلى عاصمة روسيا القيصرية، سانت بطرسبرغ، ليلتقى مع وزيري الداخلية والتعليم في محاولةٍ لإيجاد حل لمشاكل المسلمين، وبعد فشل جهوده في سانت بطرسبرغ، عاد إبراهيم إلى إسطنبول مرةً أخرى بعد استقالته من رئاسة المحكمة الشرعية في أورينبورغ، ونشر كتاباً حمل عنوان «رسائل اللواء الحميدي». واستكمل نشر أفكاره بين مسلمي روسيا، داعياً الأتراك المضطهدين في روسيا القيصرية للهجرة إلى أراضي الأناضول العثمانيّة، كما ساهم إبراهيم في نقل أخبار الظروف السياسية والاجتماعية الصعبة التي يواجهها المسلمون في روسيا لكبار المثقفين في الدولة العثمانية، وساهم في توفير السبل الآمنة لهجرة نحو 70 ألف مسلم تركستاني (أتراك آسيا الوسطى) إلى الأناضول.

## رحلة حول العالم ثم الاستقرار في اليابان
غادر عبد الرشيد إبراهيم إلى أوروبا عام 1896 لإيصال معاناة المسلمين في روسيا القيصرية إلى المحافل الأوروبيّة. فبعد مغادرته إسطنبول عام 1897، زار إبراهيم كلاً من فلسطين والحجاز ومصر، ثم سافر إلى إيطاليا والنمسا وفرنسا وبلغاريا ويوغوسلافيا وروسيا الغربية، كما زار إبراهيم أيضاً بلاد القوقاز، وبلاد ما وراء النهر، وتركستان الغربية والشرقية، وسيبيريا، حتى وصل إلى اليابان لأول مرة عام 1900. ومن هنا بدأ دخول الإسلام اليابان.

## الدعوة الإسلامية
وفي زيارته الأولى لليابان لم يهدأ، أو يركن إلى الراحة والاستجمام، وإنما سعى للتعرف على الشعب الياباني وثقافته ونخبته وديانته، فزار المرافق والسجون والبرلمان، والجامعات والمدارس والمراكز التجارية والبريد والأسواق والجمعيات، وتعرف على علومهم وزار الناس في بيوتهم وتحدث إليهم، وكان محور حديثه التقارب الكبير بين الإسلام واليابانيين، محسنا الإسلام إليهم ومقربا له من أفهامهم. وخلال إقامته في اليابان، عكف إبراهيم أفندي على دراسة أصول ومناهج التعليم في اليابان، وشارك في احتفالات المدارس اليابانية كما زار عدداً كبيراً من المدارس المهنية، وبدأ في التواصل مع شخصيات من مختلف شرائح المجتمع الياباني، كما التقى الأمير الياباني الشهير «إيتو هيروبومي» الذي كان من كبار رجال السياسة في اليابان. وبدأ من خلال علاقاته ومقالاته التعريف بالإسلام ونشره بين محاوريه. ونتيجةً لتلك الجهود  اعتنق عدد كبير من الشخصيات في اليابان الدين الإسلامي.
وبعد إجرائه مجموعة من اللقاءات في اليابان، عاد إبراهيم إلى سانت بطرسبرغ، حيث نشر أعداداً من مجلة «مراد» قبل عودته إلى اليابان مرة ثانية عام 1902. وبعد وصوله إلى اليابان في رحلته الثانية، طلبت السفارة الروسية من الحكومة اليابانية ترحيله خارج البلاد، وقد أتقن إبراهيم عدّة لغات، فإضافةً إلى التركية كان يتقن العربية والفارسية والروسية، وهذا بالطبع مكنه من تجميع أكبر قدر من المعلومات عن المدن والدول التي زارها. كما أنّه تعلّم اللغة اليابانية في طوكيو ونشر مقالاتٍ في الصحافة اليابانية.
غادر إبراهيم أفندي اليابان منتقلاً إلى الدولة العثمانية، قبل أن تسمح له السلطات الروسية بالعودة إلى سانت بطرسبرغ، بفعل الضغط الشعبي للمسلمين في روسيا. وقد سُجن في أوديسا سنة 1904.
أسس عبد الرشيد إبراهيم أفندي لاحقاً مطبعةً في سانت بطرسبرغ، ونشر مجلة حملت اسم «ألفت»، بهدف توحيد صفوف الشعوب التركية المنضوية تحت حكم روسيا القيصرية، وأثار انتصار اليابان في حرب عام 1905 على روسيا القيصرية ضجّةً داخل المجتمعات الإسلامية التي حرمت من التعبير بحرية عن هويتها تحت السيطرة الروسية. وفي هذه الفترة، نشر إبراهيم أفندي كتابه «العالم الإسلامي»، الذي تضمن ملاحظاته عن أسفاره، وقدم في الكتاب شرحاً عن القيم الأخلاقية اليابانية وأسرار نهضة اليابان. ومن خلال كتبه – مثل «العالم الإسلامي» و«انتشار الإسلام في اليابان» –  أنشأ عبد الرشيد إبراهيم أفندي جسراً بين العالم الإسلامي واليابان. وتعتبر كتبه أولى الدراسات الجادة عن اليابان في الدولة العثمانية، وقد أسس إبراهيم أفندي في اليابان جمعية «آسيا جيكاي» لتوحيد المسلمين في الشرق الأقصى وتعزيز انتشار الإسلام في اليابان، وضمت الجميعة شخصيات من النخبة المثقفة اليابانية، عملت فيما بعد على تحقيق حلم عبد الرشيد إبراهيم في تأسيس مسجد في طوكيو.
غادر إبراهيم طوكيو عام 1909 متوجهاً إلى كوريا، مؤجلاً حلم مسجد طوكيو بقرارٍ مفاجئ، بعد خلع السلطان عبدالحميد الثاني من السلطنة عام 1909، وبعد عودته إلى إسطنبول التقى عام 1910 بمثقفين من تلك الفترة، مثل شاعر الاستقلال محمد عاكف أرصوي، وأطلَعَ الشعب العثماني على انتشار الإسلام في اليابان ومعلوماتٍ حول الجالية المسلمة هناك. كما نال على الجنسية العثمانية وأصبح مواطنًا عثمانيًا في عام 1912.

### في ليبيا
شارك الشيخ عبد الرشيد إبراهيم في حرب طرابلس عام 1911، مع الليبيين ضد الإيطاليين الغزاة الذين أقبلوا كالجراد المنتشر ينشرون الخراب والفساد في الأرض وكان ذلك سنة 1330 هـ الموافق عام 1912م وكان آنذاك قريباً من السبعين من عمره لكنه كان من صنف من الرجال عظماء لا يقنع بشيء إلا أن يرى انتصار الإسلام وعلو رايته في كل مكان.

### في ألمانيا
في عام 1915 شارك في حرب سار يقاميش بعد أن احتلها الروس وأرسل بعدها من قبل التشكيلات الخاصة من الجيش العثماني، ثم ذهب إلى ألمانيا ليكون بجوار أسرى الترك في الحرب العالمية الأولى ليخفف من أحزانهم ويضمد جراحهم. كل هذا كان يعمله بقروش قليلة وقد عانى كثيراً بسبب فقره المدقع ولم يكن يجد ثمن تذكرة الباخرة أو القطار أحياناً.

### في الصين
كتب أحد القساوسة العاملين في الصين إلى وزارة خارجية بلاده يخبرها أن النصرانية تعاني من جهود عدو يزحف عليها بقوته فبعثت وزارة الخارجية تسأل عن هذا العدو فإذا بالإجابة المفاجئة أنه عبد الرشيد إبراهيم الذي حقق بعض المكاسب في الصين أمام النصرانية الزاحفة. هذا وقد دار الرجل في الصين والتقى ببعض المسلمين فيها وكانت له جهود هنالك جيدة.

## العودة إلى اليابان
في عام 1918 ذهب إبراهيم أفندي في رحلة انطلقت من إسطنبول. وسافر عبر سيبيريا وأوكرانيا وألمانيا وليتوانيا وتركستان الشرقية وروسيا. وبعد رحلته الثالثة، استقر في قونية.و منذ عام 1925 ، واصل حياة المنفى إلى أن عاد إلى اليابان عام 1933 عندما كان يبلغ من العمر 76 عامًا. فبدأ بالعمل على بناء مسجد طوكيو عام 1934، في موقع مسجد طوكيو اليوم، بمساعدة أبناء الجالية المسلمة في اليابان، بعد أن أخذ المهندس المعماري الياباني يوشيموتو على عاتقه تصميم بناء المسجد. وأكمل إبراهيم أفندي تشييد المسجد عام 1938 وتم انتخابه أول إمام لمسجد طوكيو، الذي جرى افتتاحه بحضور ممثلين من دول إسلامية ورجال دولة يابانيين، وقد شغل هذا المنصب حتى وفاته.
يعتبر المسجد رمزاً للمجتمعات الإسلامية في اليابان، التي لا تزال تحيي كل عام ذكرى وفاته بكثير من الإجلال والتقدير لجهوده في نشر الإسلام ومد جسور التعاون بين العالم الإسلامي واليابان.

## آثاره

### إعجابه باليابان
مر عبد الرشيد إبراهيم على اليابان وأعجب بها أيما إعجاب بنظافتها وأخلاق أهلها وأدبهم وحسن استقبالهم للضيف وصراحتهم وعدم خديعتهم والنظام الذي يسود حياتهم وأهم من ذلك كله استعدادهم الكبير للإسلام وقد استقر ذلك في نفسه بعد مقابلات عديدة لأمراء ووزراء وكبراء، وهذا الداعية العجيب لم يهدأ في رحلته اليابانية فقد زار المرافق والسجون والبرلمان وزار الجامعات والمدارس والمراكز التجارية والبريد والأسواق والجمعيات واطلع على علوم اليابانيين وحرفهم وطرائق عيشهم وزار الناس على مختلف طبقاتهم وكان يجلس إليهم ويتحدث الساعات الطويلة معهم ويقبل دعوتهم وهذا شأن الداعية الذي يريد أن يؤثر في العقول والقلوب، وقد حسّن إليهم الإسلام بذكر محاسنه وفضائله، وكان لكل ذلك أثره فيما بعد وقد أسلم عدد يسير من اليابانيين في هذه الرحلة الأولى وتعلم بهمته من اللغة في وقت يسير ما استطاع بها أن يتفاهم مع القوم هناك.
كان له فيها قصة جليلة طويلة لكن نجتزئ هذا النص الجليل من ترجمة الأستاذ الدكتور «محمد رجب البيومي» له حيث قال: «"إذا ذهب مصلٍّ إلى مسجد الإسلام بطوكيو عجب حين يرى الرجل الأسطورة في الخامسة والتسعين من عمره ينهض قبل شروق الفجر فيقيم صلاة التهجد ثم يؤم الناس في صلاة الصبح ولا يكاد يفرغ من تسبيحه حتى يتحلق عليه جماعة من حوارييه ليشرح لهم سور القرآن وحديث الرسول صلى الله عليه وسلم فإذا أشرقت الشمس انتقل إلى حجرة الدراسة الملحقة بالمسجد ليجد نفراً من صبيان المسلمين يستقبلونه فيقوم لهم بدور المعلم، يكتب لهذا لوحه ويسمع من ذلك سورته ثم لا يستنكف أن يكون في هذه السن المتقدمة، وبعد هذا الجهاد المتواصل معلم صبيان تقرأ على يديه مبادئ اللغة العربية ويحفظ الناشئة قصار السور من جزء عم، وبعض المأثور من حديث الرسول محمد، وهو من كبار زعماء الإسلام في ثلاثة أجيال ناهزت القرن"».

### مواقف وغرائب
ومن غرائب رحلته التي فيها عبر وعظات كثيرة جداً أنه مر على كوريا فوجد الكوريين يعملون حمالين عند الصينيين واليابانيين ويقضون حاجاتهم في الطرقات فإذا جاء الليل أووا إلى الحظائر للنوم فقابل أحد الكوريين في القطار فسأله عن مستقبل الأمة الكورية وكان من دأب الشيخ عبد الرشيد إبراهيم سؤال الناس عن مستقبل أممهم فرد الكوري باكياً:
فكوريا قبل أقل من مائة عام لم يكن أحد يتوقع لها أن تصل إلى شيء من الحضارة المادية واليوم كوريا تصل إلى مستويات رفيعة في عالم التقنية والإنتاج وللمقارنة فقط فإن براءات الاختراع التي ثبتت لكوريا من سنة 1400 هـ حتى سنة 1420 هـ الموافق عام 1980م حتى عام 2000م كانت قرابة أربعة عشر ألف براءة أما الدول العربية مجتمعة فكان ما ثبت لها في المدة نفسها قرابة أربعمائة براءة اختراع فقط.

## وفاته
وتوفي عبد الرشيد أفندي باليابان سنة 1364 هـ الموافق عام 1944م عن عمر يناهز قرابة مائة سنة وكان من آثار عمله أن اعترفت اليابان بالدين الإسلامي وأنشئت عدة مساجد فيها وأسلم عدد من أهلها.

## المرجع
- موقع التاريخ بإشراف محمد موسى الشريف.